# Home Academy Publishers
Home Academy Publishers is een Nederlandse uitgeverij die podcasts, hoorcolleges en lezingen via streaming aanbiedt.
Home Academy werkt samen met verschillende bibliotheken in Vlaanderen. Dankzij deze samenwerking kunnen de podcasts an Home Academy gratis uitgeleend worden.

## Geschiedenis
Home Academy Publishers werd in 2003 in Den Haag opgericht door Folef van Nispen tot Sevenaer en Floor Plikaar, met als doel om wetenschap, kunst en cultuur toegankelijker te maken voor een breed publiek.
De oprichting van Home Academy Publishers werd geïnspireerd door de bestaande markt in Engeland en de Verenigde Staten voor gelijksoortige producten.
De uitgeverij brengt onder meer auditieve media uit op de gebieden van rechten, filosofie, geschiedenis, natuurwetenschappen, politiek en psychologie. Onder haar auteurs bevinden zich onder meer Maarten van Rossem, Midas Dekkers, Ab Osterhaus, Etienne Vermeersch, Johan Braeckman en Bas Haring.